# طوفان (خواننده)
طوفان هل‌‌عطایی (۲۵ آذر ۱۳۲۵ – ۱۶ خرداد ۱۳۹۱) که با نام هنری طوفان شناخته می‌شد، آهنگساز، نوازنده و خوانندهٔ ایرانی مقیم لس‌آنجلس بود. ترانهٔ «خدای آسمون‌ها» از آثار معروف وی به‌شمار می‌رود.

## زندگی‌نامه
طوفان هل‌‌عطایی در ۲۵ آذر ۱۳۲۵ در شهر آستارا متولد شد. وی در نوجوانی، به‌همراه برادرش مهرداد به گروه «دنجرز» پیوستند که پس از مدتی، طوفان رهبر گروه شد. وی پس از آن به‌همراه ناصر چشم‌آذر و دیگر دوستانش، گروه دیگری تشکیل داد. طوفان در آن سال‌ها با خوانندگانی مانند گوگوش و ابی و چندین خواننده دیگر همکاری کرده بود. او از آهنگ‌سازانی بود که در سال‌های ۱۳۵۵ و ۱۳۵۶ به خوانندگی نیز روی آورد و مورد توجه قرار گرفت. ترانهٔ معروف «خدای آسمون‌ها» محصول همین دوران بود. اوج دوران فعالیت طوفان با انقلاب ۱۳۵۷ همزمان شد و نتوانست آن‌طور که باب میلش بود به شهرت برسد.
از طوفان دو فرزند به نام‌های رامین و یاشار به‌جای مانده است.

### گروه ناصر چشم‌آذر
طوفان طی سال‌های ۱۳۵۳ تا ۱۳۵۷، به‌همراه ناصر چشم‌آذر، جردن (آمریکایی‌تبار) و فرامرز پارسی سه آلبوم را طی این سال‌ها منتشر کردند: خواب تو (۱۳۵۳)، خدای آسمونها (۱۳۵۵) و عطش (۱۳۵۶)

### ترک ایران
طوفان چند سال پس از انقلاب، مانند بسیاری از خوانندگان ایرانی به خارج از کشور رفت. وی ابتدا به انگلستان و سپس به آمریکا مهاجرت کرد و فعالیت هنری‌اش را آنجا از سر گرفت. او در این سال‌ها علاوه بر نوازندگی، فعالیت در زمینهٔ آهنگسازی و خوانندگی را نیز ادامه داد و تا پایان، از خود شش آلبوم در خارج از کشور بر جای گذاشت. 
وی همچنین کمک‌های فراوانی برای تولید اولین آلبوم همسر دومش مینا آلاله انجام‌ داد که علاوه بر وی، مشاهیر موسیقی پاپ مقیم خارج از کشور همچون منوچهر چشم‌آذر، هما میرافشار، پاکسیما زکی‌پور و مینا جلالی در موفقیت این آلبوم نقش پررنگی داشتند.

### بیماری
در اواسط سال ۱۳۹۰ (۲۰۱۱)، طوفان خبر بیماری سرطان ریه‌اش را رسانه‌ای کرد و بدین ترتیب هنرمندان سعی می‌کردند با کمک‌هایشان در مراحل مداوای او کمک کنند. اندی خوانندهٔ ایرانی در مراسم خاکسپاری طوفان گفت: «سالی که متوجه شدیم طوفان عزیز مریض شده‌‌است، دنیای موسیقی پاپ از این رو به اون رو شد و از آن موقع همهٔ ما در تلاش بودیم تا حال او خوب بشود. اما نشد.»

## بزرگداشت
در ۳۱ می ۲۰۱۲ (۱۱ خرداد ۱۳۹۱)، یک هفته قبل از درگذشت طوفان، مراسم بزرگداشتی به‌همت کیان پاشا و شهره صولتی برای تجلیل از ۴۰ سال فعالیت هنری طوفان در هیلتون یونیورسال لس‌آنجلس برگزار شد. در این مراسم بسیاری از هنرمندان برجستهٔ ایرانی همچون داریوش، ابی، لیلا فروهر، شهره، شهرام شب‌پره، شهرام صولتی، امید، هنگامه، هلن، اندی، کوروس، سعید محمدی، پیروز، کامیار، کامران و هومن، ادی عطار و مایکل آرتور حضور داشتند و به اجرای برنامه و تجلیل از طوفان پرداخته و برای وی آرزوی بهبودی کردند.
پرویز فیروزکار، جیمی دلشاد، علیرضا امیرقاسمی، حمید شب‌خیز، کوجی زادوری، وارطان آوانسیان، شاهرخ، ستار، معین، پویا پورجلیل، داوود بهبودی، شهبال شب‌پره، فرید زلاند، صادق نوجوکی، اردشیر فرح، شوبرت آواکیان، مسعود فردمنش و عباس قادری از دیگر میهمانان این گردهمایی بودند.

## درگذشت
طوفان در شانزدهم خرداد ۱۳۹۱ بر اثر شرایط وخیم بیماری سرطان ریه در سن ۶۵ سالگی در مرکز پزشکی سیدرز-ساینای لس آنجلس درگذشت. پیکر او روز بعد در گورستان ولی اوکس، شهر وست لیک ویلیج، کالیفرنیا در کنار همکاران قدیمی‌اش، ویگن و جهان توسط هنرمندانی که در مراسم او شرکت کرده بودند به خاک سپرده‌شد.

### واکنش‌ها
مرگ طوفان از طرف هنرمندان با واکنش‌های بسیاری مواجه شد.
عارف عارف‌کیا: 
«با قلبی سرشار از غم و اندوه درگذشت هنرمند و همکار محبوب «توفان» عزیز را به ملت ایران و جامعه هنری تسلیت عرض نموده و صبر و شکیبایی برای خانواده و سایر بازماندگان را خواستارم.»

تصویری از طوفان در هنگام ورود به دنیای موسیقی

لیلا فروهر: 
«توفان، خواننده و آهنگ‌ساز و دوست خوب هنرمندان امروز صبح فوت کرد و غم بزرگی برای همه ما ایرانیان بهجا گذاشت. طوفان عزیز جای خاصی در دل همه داشت به جز هنر، شخصیتی بسیار آرام و مثبت و دوست داشتنی داشت. یاد و خاطره او تا ابد برای ما باقی و گرامی خواهد ماند و تسلیتی دارم برای خانواده طوفان و همهٔ همکاران و هموطنانم. روحش شاد.»
شهره صولتی: 
«سرانجام مرگ فاجعه‌آفرین و بی‌رحم طوفان عزیزمان را امروز در تاریخ ۵ ژوئن - ۱۶ خردادماه در ربود. با قلبی سرشار از غم و اندوه درگذشت هنرمند محبوب «طوفان» عزیز را به ملت ایران و جامعه هنری تسلیت عرض نموده و صبر و شکیبایی برای خانواده و سایر بازماندگان را خواستارم.»
شهرام شب‌پره: 
«اکنون افتخار می‌کنم که چنین دوستی داشتم و سینه ام را سپر می‌کنم تا از دوستی بگویم که از سال ۱۹۶۷ و نزدیک به پنجاه سال رفاقت برایش هرگز کم نگذاشتم، شما هم هرگز برای دوستان خود کم نگذارید و تا وقتی که هستند، هوای آن‌ها را داشته باشید.»

## آلبوم‌ها

### خواب تو (۱۹۷۴/۱۳۵۳)
| نام ترانه | ترانه‌سرا   | آهنگ‌ساز     | تنظیم‌کننده  |
| --------- | ---------- | ----------- | ----------- |
| زمستون    | سعید دبیری | ناصر چشم‌آذر | ناصر چشم‌آذر |
| نچین      | ماسیس      | پرویز مقصدی | ناصر چشم‌آذر |
| کجکی      | محلی       | جلیل زلاند  | ناصر چشم‌آذر |

### سارا (۱۹۹۱/۱۳۷۰)
| نام ترانه           | ترانه‌سرا     | آهنگ‌ساز      | تنظیم‌کننده |
| ------------------- | ------------ | ------------ | ---------- |
| سارا                | محلی         | طوفان        | طوفان      |
| هله مالی            | محلی         | محلی بندری   | طوفان      |
| بارالها             | محلی         | محلی لری     | طوفان      |
| روم صحرا            | محلی         | محلی خراسانی | طوفان      |
| سرود زمستون         | محلی         | ارمنی        | طوفان      |
| مجنون نبودم         | محلی         | محلی شیرازی  | طوفان      |
| خیابون (اجرای جدید) | منصور تهرانی | ناصر چشم‌آذر  | طوفان      |
| زمستون (بازخوانی)   | سعید دبیری   | سیاوش قمیشی  | طوفان      |

### پاییز تهران (۱۹۹۴/۱۳۷۳)
| نام ترانه                       | ترانه‌سرا     | آهنگ‌ساز     | تنظیم‌کننده    |
| ------------------------------- | ------------ | ----------- | ------------- |
| مش تقی                          | محمد صالح‌علا | طوفان       | منوچهر چشم‌آذر |
| پاییز تهران                     | حسن صوفی     | طوفان       | طوفان         |
| تفاهم (اجرای جدید)              | منصور تهرانی | طوفان       | طوفان         |
| هیچکسی تو نمیشه (اجرای جدید)    | سعید دبیری   | طوفان       | طوفان         |
| یادته                           | محمد صالح‌علا | طوفان       | طوفان         |
| جون مریم (بازخوانی ترانهٔ اونیک) | ایرج رزمجو   | پرویز مقصدی | طوفان         |

### یک عشق (۱۹۹۶/۱۳۷۵)
| نام ترانه                        | ترانه‌سرا        | آهنگ‌ساز         | تنظیم‌کننده      |
| -------------------------------- | --------------- | --------------- | --------------- |
| یک مرد                           | مهداد زند کریمی | مهداد زند کریمی | مهداد زند کریمی |
| یک عشق (اجرای جدید خدای آسمونها) | جهانبخش پازوکی  | طوفان           | مهداد زند کریمی |
| یک بانو                          | مهداد زند کریمی | مهداد زند کریمی | مهداد زند کریمی |
| یک محله                          | منصور تهرانی    | طوفان           | مهداد زند کریمی |
| یک شب                            | مهداد زند کریمی | مهداد زند کریمی | مهداد زند کریمی |
| یک خاطره (اجرای جدید آلبوم عکس)  | منصور تهرانی    | طوفان           | برایان وی       |

### بله بله (۱۹۹۹/۱۳۷۸)
| نام ترانه  | ترانه‌سرا       | آهنگ‌ساز        | تنظیم‌کننده         |
| ---------- | -------------- | -------------- | ------------------ |
| بله بله    | مینا جلالی     | محلی           | فرهاد مرفه         |
| بهونه      | مریم قاضی      | طوفان          | طوفان              |
| بوسه       | طوفان          | طوفان          | طوفان و فرهاد مرفه |
| دنیا       | جهانبخش پازوکی | طوفان          | طوفان              |
| دیوار سکوت | جهانبخش پازوکی | جهانبخش پازوکی | طوفان              |
| هللو هللو  | محلی بلوچی     | محلی بلوچی     | طوفان              |
| بدو پیشم   | بندری          | محلی بندری     | طوفان              |
| دل وحشی    | پاکسیما زکی‌پور | طوفان          | طوفان              |

### با همیم (۲۰۰۲/۱۳۸۱)
| نام ترانه                 | ترانه‌سرا       | آهنگ‌ساز     | تنظیم‌کننده    |
| ------------------------- | -------------- | ----------- | ------------- |
| حمیده                     | محلی بندری     | محلی بندری  | شهرام آذر     |
| یالا                      | مینا جلالی     | مراکشی      | محمد ستاری    |
| خدای آسمونها (اجرای جدید) | جهانبخش پازوکی | طوفان       | طوفان         |
| گول بالام                 | محلی ترکی      | محلی ترکی   | محمد ستاری    |
| طوفان اومده               | مینا جلالی     | طوفان       | طوفان         |
| خیابون (اجرای جدید)       | منصور تهرانی   | ناصر چشم‌آذر | منوچهر چشم‌آذر |
| با همیم                   | مینا جلالی     | طوفان       | طوفان         |
| نازنین (اجرای جدید)       | منصور تهرانی   | ناصر چشم‌آذر | طوفان         |

### تانگو (۲۰۰۵/۱۳۸۴)
| نام ترانه       | ترانه‌سرا       | آهنگ‌ساز      | تنظیم‌کننده |
| --------------- | -------------- | ------------ | ---------- |
| تانگو           | فرح تجلی       | طوفان        | طوفان      |
| تلفن            | فرح تجلی       | طوفان        | طوفان      |
| تو بگو دل من    | هما میرافشار   | فولکلور هندی | طوفان      |
| من تکم الله     | محلی ترکی      | طوفان        | طوفان      |
| تو بیا یادم بده | هما میرافشار   | فولکلور هندی | طوفان      |
| عاشقتم دوباره   | هما میرافشار   | طوفان        | طوفان      |
| عجب حالیه امشب  | پارسا          | طوفان        | طوفان      |
| یاشار (بی‌کلام)  | یاشار (بی‌کلام) | طوفان        | طوفان      |

## تک‌آهنگ‌ها
| نام ترانه | ترانه‌سرا  | آهنگ‌ساز | تنظیم‌کننده | سال انتشار |
| --------- | --------- | ------- | ---------- | ---------- |
| دعا       | مریم اسدی | طوفان   | طوفان      | ۱۳۹۰ ۲۰۱۱  |